# Kalāteh-ye Fīrūzīyeh
Kalāteh-ye Fīrūzīyeh (persiska: Fīrūzīyeh, کلاته فیروزیه) är en ort i Iran.   Den ligger i provinsen Nordkhorasan, i den nordöstra delen av landet, 500 km öster om huvudstaden Teheran. Kalāteh-ye Fīrūzīyeh ligger 1 048 meter över havet och antalet invånare är 138.
Terrängen runt Kalāteh-ye Fīrūzīyeh är platt söderut, men norrut är den kuperad. Terrängen runt Kalāteh-ye Fīrūzīyeh sluttar söderut.Runt Kalāteh-ye Fīrūzīyeh är det ganska glesbefolkat, med 30 invånare per kvadratkilometer. Närmaste större samhälle är Kesreq, 7,2 km öster om Kalāteh-ye Fīrūzīyeh. Trakten runt Kalāteh-ye Fīrūzīyeh består till största delen av jordbruksmark.